# Paolo Torelli
Pour les articles homonymes, voir Torelli.
Paolo Torelli (né à Montechiarugolo et mort dans le même fief en 1545) est le 7e comte de Montechiarugolo.

## Biographie
Paolo est le fils ainé de Francesco, comte de Montechiarugolo, et de dame Trivulzio, cousine du maréchal de France, Jacques de Trivulce (en italien, Gian Giacomo Trivulzio).
À la mort de son père, Paolo n'a que neuf ans, il est alors placé sous la tutelle de sa mère, une femme influente et d'une grande culture. Elle se montre bonne diplomate pour administrer son domaine, en particulier dans les relations avec les cours de Parme, Milan, Paris, Madrid, et en particulier avec celle pontificale dont elle devient un fidèle soutien.
Sa mère meurt de la peste en 1528 et Paolo, qui n'a pas encore vingt ans, prend les rênes du pouvoir, se révélant un bon gestionnaire. Il se concentre principalement sur la défense de ses territoires, entreprenant des travaux de modernisation de l'armement du château de Montechiarugolo. Il l'équipe d'une artillerie en bronze. 
Il épouse Isabella Contrari qui est la fille de Uguccione Contrari, comte de Vignola et patricien de Ferrare, et de Diane d'Este. En 1530, elle meurt en accouchant de leur fils Francesco qui meurt, à son tour, peu après. En 1531, il épouse Béatrice, fille de Jean-François II Pic de la Mirandole et de Giovanna Carafa des comtes de Maddaloni.
Il poursuit la politique de sa mère, amplifiant les relations avec Rome et en 1543, il reçoit dans son château le pape Paul III accompagné de quatre cardinaux et du duc de Ferrare.
En 1545, Paolo meurt à Montechiarugolo.

## Descendance
Paolo se marie avec Béatrice Pic de la Mirandole, ils ont pour enfants :
- Francesco, frère majeur de l'abbaye bénédictine Saint-Antoine-et-Saint-Pierre de Lézat-sur-Lèze (Ariège)[2],[3] ;
- Pomponio (1539 - 1608) qui succède à Paolo.